# Merrow
Merrow (dal gaelico murúch) o Murrough (Galloway), chiamato in gaelico anche Muir-gheilt, Samhghubha, Muidhuachán e Suire, è l'equivalente scozzese e gaelico della sirena e del tritone di altre culture.

## Descrizione
I Merrow, dotati di un corpo umano dalla vita in su e di un corpo di un pesce dalla vita in giù, sono descritti come creature dolci, modeste, affettuose e benevole; essi indossano un cappello speciale chiamato druith cohuleen che consente loro di tuffarsi sotto le onde; se lo perdono, non hanno alcun potere di tornare sottacqua.
II Merrow maschi sono rappresentanti come esseri deformi aventi capelli verdi, naso rosso e occhi minuscoli; infatti sono spesso disdegnati dalle Merrow, che a loro preferiscono i mortali. 
Le Merrow sono spesso raffigurate con un pettine tra i capelli e un berretto o un mantello, normalmente rosso; si racconta che, se un essere umano vi più, allora la sua proprietaria è costretta a rimanere a terra; ma se lei lo trova, si sente in dovere di tornare per sempre nel mare, anche lasciandosi intere famiglie alle spalle.

## Comportamento
Le Merrow sono in grado di ammaliare gli uomini e di provare affetto nei loro confronti, tant'è vero che ci sono racconti di matrimoni misti e di Merrow vissuti tra gli esseri umani per molti anni; tuttavia, il più delle volte finiscono per tornare alle loro vecchie case sotto il mare; esse hanno la fama di attirare i giovani per portarli sotto le onde, dove li fanno vivere in uno stato incantato. 
La maggior parte delle storie riguardano esseri femminili. Tuttavia, ce ne sono alcune circa Merrow maschi che catturano le anime dei marinai annegati e le tengono in gabbia sotto il mare.

## Nella cultura di massa
Secondo i cronisti bardi, i Merrow furono avvistati per millenni perché, quando i Milesi sbarcarono per la prima volta sulle coste irlandesi, le Suire (ninfe di mare) giocavano attorno al loro passaggio.
Negli Annali dei Quattro Maestri del dottor O'Donovan – scritti nell'887, vi è una storia curiosa riguardante una sirena bianca come un cigno spiaggiata sulla costa scozzese, vicino al paese di Alba, lunga 195 piedi (59 m), avente i capelli di 18 piedi (5,5 m) e le sette dita dei piedi lunghe ciascuna come il naso, cioè 7 piedi (2,1 m).
Un vecchio tratto trovato nel libro di Lecain afferma che un re dei Fomori, in navigazione sul Canale della Manica, rimase incantato dalla musica delle sirene, finché non arrivò alla loro portata... allora loro gli strapparono le membra a pezzi e le dispersero in mare.

## Curiosità
- Secondo la tradizione, un giorno una Merrow si trasformò in arpa, lo strumento nazionale irlandese; per questo i Merrow sono considerati un'incarnazione della musica; si pensa che la musica Merrow provenga da sotto le onde.
- Nel gioco di carte collezionabili Magic: l'Adunanza, i Merrow sono una tribù di tritoni stanziata sul piano dimensionale di Lorwyn.